# Die Länderbahn
Die Länderbahn GmbH (VKM: DLB), do roku 2015 Vogtlandbahn GmbH, je německý železniční dopravce se sídlem v bavorském Viechtachu. Česká organizační složka dopravce má sídlo v Hrádku nad Nisou.

## Historie

### Počátek
Po znovusjednocení Německa roku 1990 začal prudce klesat zájem cestujících o regionální železniční dopravu v zemi a to především díky zastaralému parku vozidel Německých říšských drah, které již nedokázaly být déle v provozu na stále více opravovaných železničních tratích. Svobodný stát Sasko se rozhodl, že tamější dvě železniční tratě Zwickau–Falkenstein–Klingenthal a Herlasgrün–Falkenstein–Adorf výrazně zatraktivní a stanou se modelovými tratěmi regionální železnice. Za finanční podpory Svobodného státu Sasko provozovatel infrastruktury DB Netz tratě průběžně modernizoval a umožnil tak na nich provoz rychlostí až 80 km/h, dále přestavoval stanice tak, aby byly bezbariérové a dokonce začal zřizovat zcela nové stanice. Kvůli vysokým nákladům na údržbu se ale začala nádraží, jako třeba u lyžařského střediska v Schönecku převádět na řadové zastávky.
Součástí projektu modelových tratí bylo také jejich přidělení novým dopravcům v rámci soutěže. Na druhou stranu byla vyžadována nová vozidla, dlouhodobě stabilní jízdní řády a optimalizace návaznosti propojení mezi jednotlivými druhy dopravy. Ve výběrovém řízení zveřejněném v září 1994 zvítězila společnost Regental-Bahnbetriebs GmbH z bavorského Viechtachu. Po dokončení projektu modelových tratí byl zahájen provoz a to k 23. listopadu 1997.
Nová společnost Vogtlandbahn GmbH, která byla původně součástí Regental-Bahnbetriebs GmbH, vznikla 1. ledna 1998 jako samostatná společnost. V porovnání s dřívějším zájmem o národní dráhy začal stoupat zájem o novou drážní dopravu. Na jaře 1998 byla zahájena výstavba vlastního depa v Neumarku, které bylo po dvou letech výstavby otevřeno 4. července 2000.

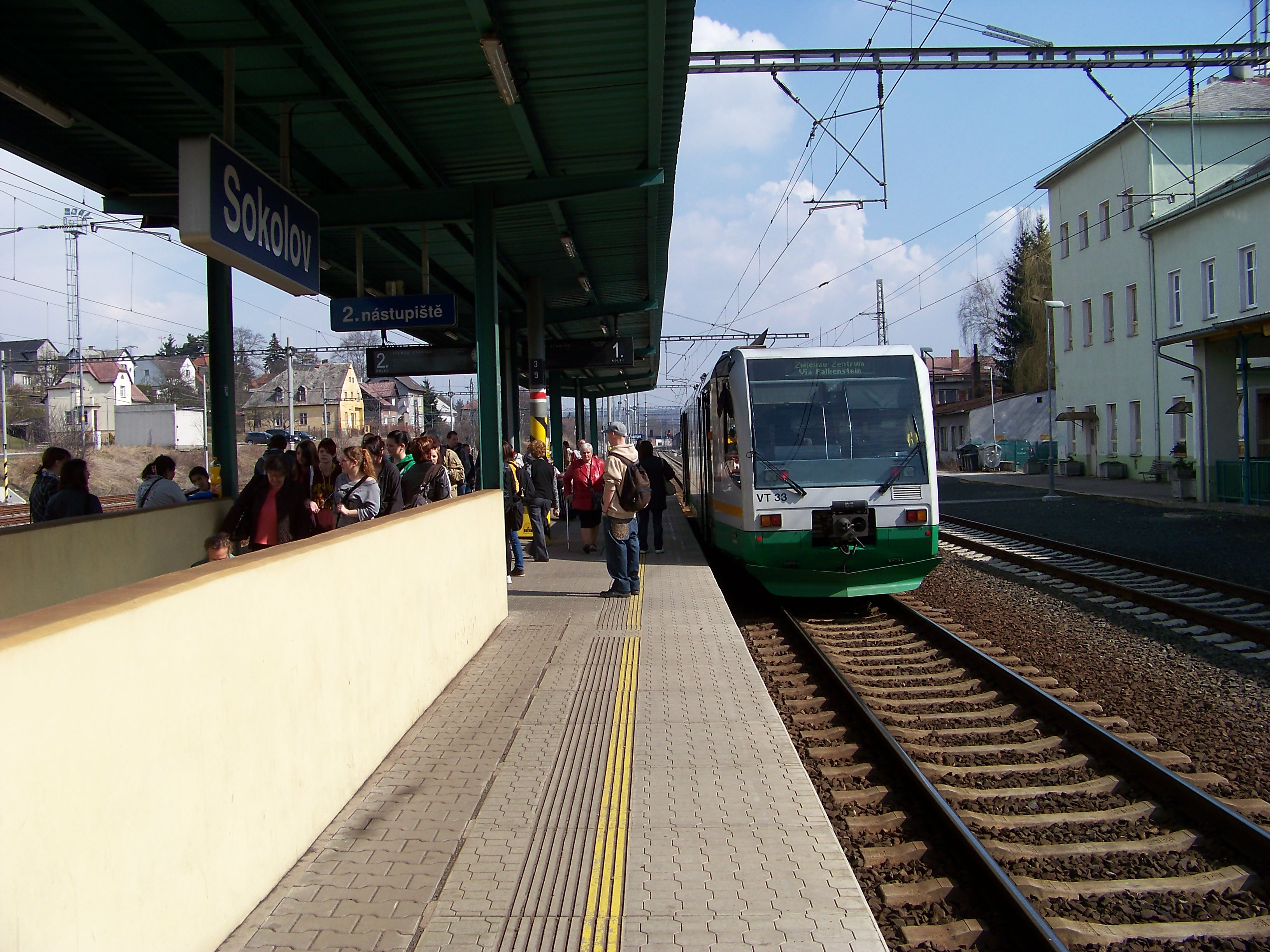
RegioSprinter v Sokolově.

### Expanze mimo Sasko
V následujících letech vysoutěžila společnost Vogtlandbahn GmbH několik dalších tratí a tak výrazně rozšířila svou dosavadní síť tras. Díky poloze zemského okresu Fojtsko (Vogtlandlandkreis) poblíž hranic s Bavorskem, Durynskem a Českou republikou započalo rozšiřování i za hranice Saska a to do měst Hof, Schleiz a Gera. Později se společnost dostala i na trh v Česku, které bylo v té době kandidátem na členství v EU. Společnost významně rozšířila provoz v Bavorsku, když začala zajíždět do Marktredwitzu, Weidenu a Řezna.
Expanze pokračovala dále již pod novými značkami, Trilex zahájil provoz ve východním Sasku 14. prosince 2014. Pokračovala značka Alex, Waldbahn a Oberpfalzbahn. Takto byla síť rozšířena do Lindau, Vratislavi a Prahy.
15. prosince 2019 společnost zahájila pod značkou Die Länderbahn CZ provozování pravidelných osobních vlaků na několika železničních tratích na objednávku Ústeckého kraje.[zdroj?]

### Prodej a přejmenování
Na podzim roku 2004 byl prodán majoritní podíl Svobodného státu Bavorsko ve společnosti Vogtlandbahn GmbH britské společnosti Arriva. Následně roku 2010 byla Arriva odkoupena německými národními dráhami Deutsche Bahn, poté musela být německá firma znovu prodána z důvodu soutěžního práva a novým vlastníkem se stala italská drážní společnost Ferrovie dello Stato. Mateřská společnost v Německu se od března 2011 jmenuje Netinera.
Roku 2015 došlo k přejmenování společnosti Vogtlandbahn GmbH na „Die Länderbahn GmbH“ – Die Länderbahn byl dříve obchodní značkou vlastníka Regentalbahn. V dopravě v zemském okrese Fojtsko se ale stále užívá značka Vogtlandbahn.

## Síť tras
Podle jízdního řádu z železničního roku 2022/2023 obsluhuje společnost mnoho tratí pod různými značkami (Vogtlandbahn, Alex, WaldBahn, Oberpfalzbahn, Trilex, Vlexx, Die Länderbahn CZ).

### Alex
- RE2: Mnichov – Landshut – Řezno – Schwandorf – Weiden – Marktredwitz – Hof
- RE25: Mnichov – Landshut – Řezno – Schwandorf – Furth im Wald – Plzeň hl. n. – Praha hl. n.

### Oberpfalzbahn
- RB23: Marktredwitz – Weiden (Oberpf.) – Schwandorf – Řezno
- RB27: Schwandorf – Cham (Oberpf.) – Furth im Wald – Domažlice
- RB28: Cham (Oberpf.) – Bad Kötzing – Lam
- RB29: Cham (Oberpf.) – Waldmünchen
- RB95: Marktredwitz – Cheb – Aš – Selb-Plößberg – Hof Hbf

### Trilex
- RB60: Dresden Hbf – Bischofswerda– Budyšín – Löbau – Zhořelec
- RB61: Dresden Hbf – Bischofswerda– Zittau (– Liberec)
- L2: Děčín hl. n. – Česká Lípa hl. n. – Liberec
- L4: Rumburk – Rybniště – Česká Lípa hl. n. – Mladá Boleslav
- L7: Liberec – Zittau – Varnsdorf – Seifhennersdorf

### Vlexx
- RE2: Koblenz – Mohuč – Frankfurt
- RE3: (Frankfurt –) Mohuč – Bad Kreuznach – Idar-Oberstein – Saarbrücken
- RE4: Mohuč – Frankfurt-Höchst – Frankfurt
- RE13: (Frankfurt –) Mohuč – Alzey – Kirchheimbolanden
- RE15: Bodenheim – Mohuč – Bad Kreuznach – Kaiserslautern
- RE17: Koblenz – Bingen – Bad Kreuznach – Kaiserslautern
- RB31: Mohuč – Alzey – Kirchheimbolanden
- RB33: Idar-Oberstein – Bad Kreuznach – Mohuč
- RB34: (Kirn –) Idar-Oberstein – Baumholder
- RB35: Worms – Alzey – Bingen
- RB44: Mohuč – Oppenheim – Worms
- RB72: Saarbrücken – Illingen – Lebach-Jabach
- RB73: Saarbrücken – Neunkirchen – Neubrücke
- RB74: Homburg – Neunkirchen – Illingen
- RB76: Saarbrücken – Neunkirchen – Homburg

### Vogtlandbahn
- RB1: Zwickau (Sachs) Zentrum – Zwickau (Sachs) Hbf – Lengenfeld – Auerbach – Falkenstein – Zwotental – Klingenthal – Kraslice (– Sokolov)
- RB2: Zwickau (Sachs) Hbf – Werdau – Reichenbach ob Bf – Plauen (Vogtl) ob Bf (– Hof Hbf) / – Bad Brambach – Cheb
- RB4: Gera Hbf – Greiz – Elsterberg – Plauen (Vogtl) Mitte – Weischlitz
- RB5: Mehltheuer – Plauen (Vogtl) ob Bf – Herlasgrün – Auerbach – Falkenstein – Zwotental – Klingenthal – Kraslice (– Sokolov – Karlovy Vary)

### Waldbahn
- RB35: Plattling – Gotteszell – Zwiesel (Bay.) – Bayerisch Eisenstein
- RB36: Zwiesel (Bay.) – Grafenau
- RB37: Zwiesel (Bay.) – Bodenmais
- RB38: Gotteszell – Viechtach

### Die Länderbahn CZ
- U12: Osek město – Most – Louny – Rakovník
- U14: Jirkov – Chomutov – Žatec – Lužná u Rakovníka
- T7: Chomutov – Vejprty

## Soupravy

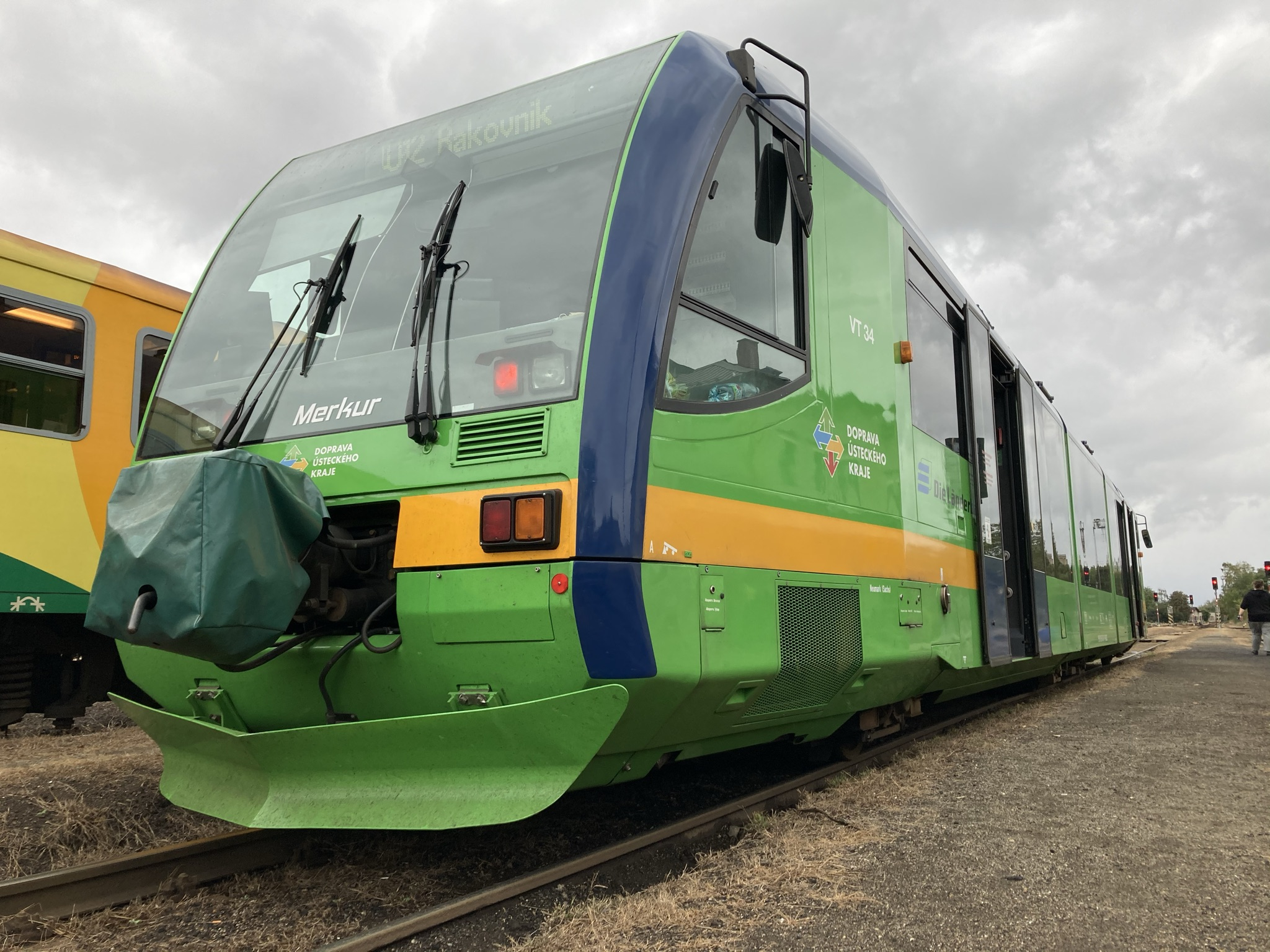
Nově nalakovaná souprava RegioSprinter v Lounech

Vzhledem k tomu, že v době počátků společnosti Vogtlandbahn GmbH existovala jen omezená řada různých typů drážních vozidel, bylo rozhodnuto o koupi lehkých jednotek značky „RegioSprinter“ od společnosti Duewag. Tyto soupravy se staly nejznámějšími typy motorových jednotek užívaných společností Vogtlandbahn. Z počátku bylo v první sérii od roku 1996 pořízeno osm jednotek, v druhé sérii v létě 1997 dalších deset, takže společnost disponovala 18 RegioSprintery. Mezi lety 1998 až 1999 bylo deset ze souprav mírně přestavěno, aby bylo možné jejich použití na trase z hlavního nádraží do centra města Zwickau po tramvajových kolejích. Soupravy obdržely boční informační tabule, brzdová světla a výstražné zvonky v souladu s provozními předpisy tramvají (BOStrab). Roku 2004 byly stejným způsobem upraveny i další soupravy, aby bylo možno zajistit větší počet vlaků, které by jely do centra města Zwickau. Tramvajová kolej byla vzhledem ke konstrukčním vlastnostem vlaků doplněna o přídavnou kolejnici.

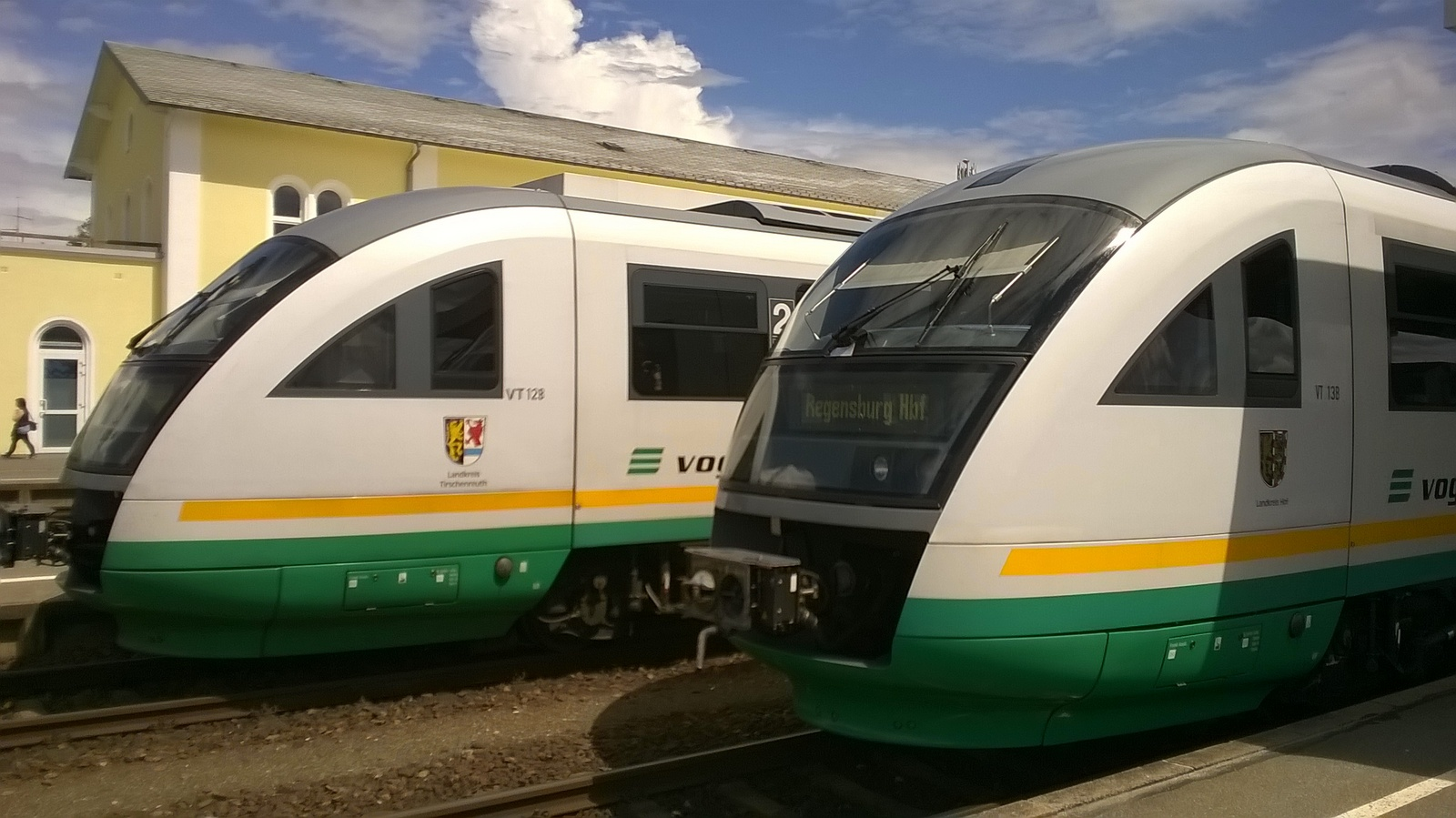
Vlaky Siemens Desiro společnosti Vogtlandbahn s přiřazenými čísly VT 12 a VT 13 na nádraží ve Schwandorfu.

RegioSprintery byly koncipovány pro provoz na krátké vzdálenosti, ve vlacích bývala čalouněná sedadla a maximální dosažitelná rychlost byla 120 km/h. První prototypy souprav neměly toaletu, to se ovšem v záměru na jejich používání v přeshraniční dopravě do České republiky změnilo. RegioSprintery byly nasazeny na tratích VB1 (nyní RB1), VB5 (nyní RB5) a VB2 (nyní RB2), stejně tak byly používány na později zrušené trati Schönberg-Schleiz (tehdy linka VB7).
Roku 2000 společnost Vogtlandbahn GmbH zakoupila devět železničních jednotek „Desiro Classic“ od společnosti Siemens Transportation Systems na základě expanze společnosti. Vozidla řady BR642 byla na rozdíl od RegioSprinterů koncipována na delší vzdálenosti. Dále se zde nalézala pohodlnější sedadla, první třída, byl zde instalován automat na jízdenky. Roku 2002 zakoupila společnost ve dvou dalších sériích 15 těchto jednotek. Vozy jezdily na tratích VB3 (později RB3, nyní zrušená trať), VB4 (nyní RB4) a částečně na VB2 (nyní RB2), dále se jednotky používaly na tratích provozovaný pod značkou Trilex.
Od února 2012 vešly do provozu i nové motorové vozy Stadler RegioShuttle RS1 (RegioSpider) které měly omladit vozový park. Vozy byly již předem konstruovány tak, aby naplnily požadavky provozních předpisů tramvají (BOStrab), tedy pro provoz v úseku mezi hlavním nádražím a centrem města Zwickau. Vozidla byla uvedena do provozu po změně jízdního řádu 9. prosince 2012. Roku 2015 byly zakoupeny další čtyři soupravy, které dočasně sloužily k provozu na trati TL70 značky Trilex'.'

## Značky

### Vogtlandbahn
|  | Síť Vogtlandbahn byla výchozím bodem pro pozdější společnost Die Länderbahn. Společnost Vogtlandbahn GmbH provozovala již od roku 1998 samostatně na území Saska, Durynska, Bavorska a Česka až 5 linek, přičemž všechny byly především zaměřeny na město Plavno. Na tratích se do nedávna používali střídavě RegioSprintery a RegioShuttly, od 15. prosince 2019 se již užívá jen RegioShuttlů. Po přejmenování společnost Vogtlandbahn GmbH na Die Länderbahn GmbH se stále na stejné síti provozovala doprava pod značkou „Vogtlandbahn“. Hlavní depo se nalézá v Neumarku ve Fojtsku, kde se též nalézá školící středisko pro strojvedoucí na regionální železnici |

### Trilex
|  | Od 12. prosince 2010 je v provozu trať Liberec – Žitava – Varnsdorf – Rybniště / Seifhennersdorf v hraničním trojúhelníku Německa, Polska a České republiky pod značkou Trilex. Na trati jsou nasazeny jednotky typu Desiro s nápisy Trilex, dále se užívají RegioShuttly (Regiospidery). Ve vlaku se nalézá vícejazyčná obsluha. Po změně jízdního řádu v prosinci 2014 byly v provozu dvě tratě Drážďany – Bischofswerda – Bautzen – Görlitz a Drážďany – Bischofswerda – Zittau – Liberec pod značkou Trilex, tam byla nasazeny Desira. |

### Alex
|  | V říjnu 2014 vyhrála Die Länderbahn výběrové řízení vedené Bavorskou drážní společností a téhož měsíce začal provoz rychlíků z Mnichova přes Řezno do Schwandorfu. Odtud vlaky pokračují do Hofu a Furthu im Wald. |

### Oberpfalzbahn
|  | Společnost provozuje pět linek ve východním Bavorsku mezi Hofem, Marktredwitzem, Schwandorfen, Řeznem, Waldmünchenem, Furthem im Wald a Lamem pod značkou Oberpfalzbahn. Do sítě patří i tratě z Chebu a Domažlic. Na trase Řezno – Marktredwitz byly původně plánovány polské železniční vozy Pesa Link. Objednávka byla zrušena kvůli problémům se schválením. Místo toho jsou používána vozidla typu LINT 41, a to od 9. března 2013. |

### Vlexx
|  | Na základě úmluvy se Sárským Ministerstvem hospodářství, práce, energetiky a dopravy platné do roku 2037 provozuje společnost několik dálkových a mnoho regionálních tratích okolo Mohuče, Saarbrückenu a Frankfurtu. |

### Waldbahn
|  | Die Länderbahn provozuje čtyři tratě pod značkou Waldbahn v oblasti Zwiesel, Bayerischer Wald: Plattling – Bayerisch Eisenstein, Zwiesel – Grafenau a Zwiesel – Bodenmais, jakož i železniční trať Gotteszell – Viechtach, která byla znovu uvedena do provozu v září 2016. Ve stanici Bayerisch Eisenstein / Železná Ruda-Alžbětín je spojení českými vlaky směrem na Plzeň a Prahu. Na trati je nasazeno 14 modernizovaných motorových vozů Stadler RegioShuttle RS1 z depa ve Viechtachu. |

### Die Länderbahn CZ
|  | V Ústeckém kraji zajišťuje provoz na třech regionálních lokálkách, které společnost vyhrála v soutěži o železničního přepravce. K provozu využívá jednotek RegioSprinter, které sem přesunula z tratí ostatních značek, na kterých byly nahrazeny novějším RegioShuttlem. |

## Vogtland-Express

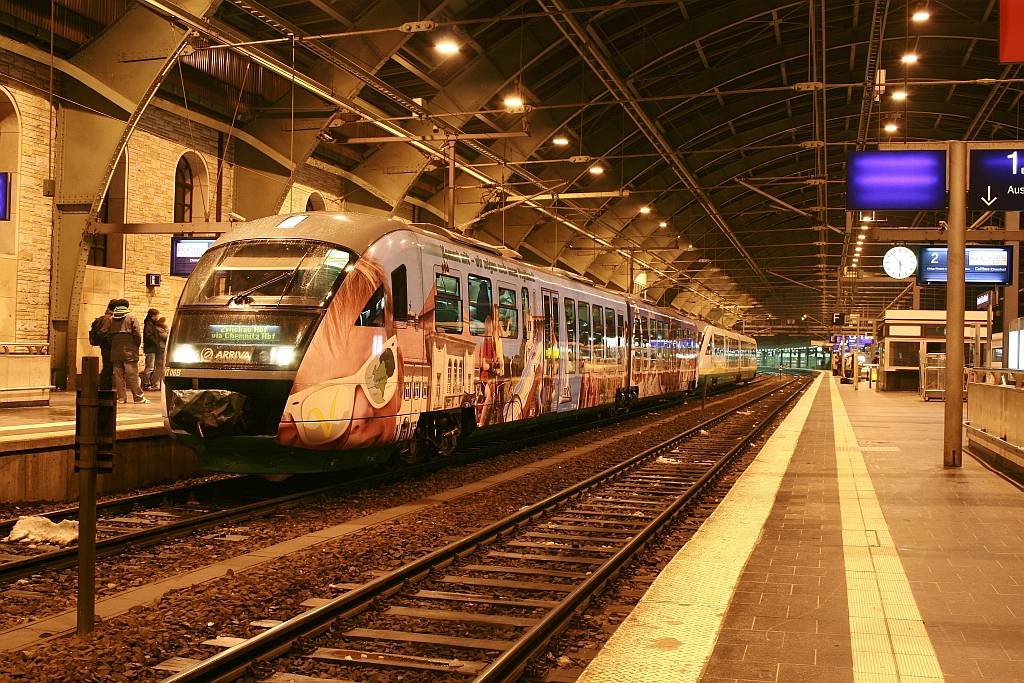
Leden 2009: Vogtland-Expres na nádraží ve Zwickau.

Mezi roky 2005 až 2015 spojoval okres Vogtland a německé hlavní město Berlín tzv. „Vogtland-Express“.
V období mezi 12. červnem 2005 a 30. zářím 2012 byl Vogtlandbahn GmbH jednou z mála soukromých železnic provozujících v Německu dálkovou vlakovou dopravu. Jednou denně bylo v provozu spojení z Plavna na berlínské východní nádraží. Tato doprava vyplnila mezeru způsobenou zrušením posledního meziregionálního vlakového spojení z Vogtlandska do Berlína. Mezi 16. únorem a 7. dubnem 2009 byl z ekonomických důvodů provoz pozastaven, vlaky se na cestu vydaly opět 8. dubna 2009.
Na jaře 2012 byl provoz zkrácen na pátek až pondělí, od 1. října 2012 je nasazena na původní trase jen dálková autobusová linka. Vogtlandbahn z projektu odstoupil 1. října 2014, autobusová doprava pak byla roku 2015 rovněž z ekonomických důvodů pozastavena, tentokrát na trvalo.